# Муталибов, Артур Уруджевич
Арту́р Уру́джевич Мутали́бов (род. 4 марта 1966 года, Махачкала, Дагестанская АССР, СССР) — советский, дагестанский борец вольного стиля, двукратный чемпион СССР среди взрослых. Мастер спорта СССР международного класса.

## Биография
Родом из Ахтынского района, село Ахты. По национальности лезгин. Вырос в городе Махачкала. Родился 4 марта 1966 года в Махачкале, в 1983 году окончил школу № 27. Он из семьи рабочего завода имени Магомеда Гаджиева Уруджа Муталибова. В молодости сам отец Урудж занимался гимнастикой, штангой, участвовал в соревнованиях, а поэтому увлечение сына спортом встретил с радостью.
В 1979 году проходило первенство Дагестана среди юношей. В весовой категории 52 килограмма Артур занял третье место. Это был первый его успех. Наступил 1981 год. Весь цвет борцов вольного стиля спортобщества «Динамо» собрался в Казани. Артур Муталибов тоже получил шанс показать себя. Вольной борьбой начал заниматься в 1977 году. Тренер: Гусейнов Рамазан Зиявутдинович. Выступал за «Динамо» (Махачкала) в весовой категории до 68 кг.
Чемпион Европы среди юношей, чемпион мира среди молодёжи, чемпион СССР среди взрослых, борец вольного стиля. Мастер спорта СССР международного класса.
В 1988 году окончил Дагестанский политехнический институт г. Махачкала.
В весовой категории до 60 килограммов он занял первое место. Вслед за этим выиграл чемпионат Российской Федерации и стал чемпионом РСФСР. Артур принимал участие в первенстве страны среди юниоров, в турнире «Олимпийские надежды», в международных юношеских соревнованиях «Дружба», в турнире динамовских команд социалистических стран.
Выиграл европейский чемпионат, принес команде золотую медаль. Судьба не всегда была благосклонна к Артуру Муталибову, приходилось вступать в схватку с растянутым сухожилием, с перевязанным коленом. Но всегда он знал, что ему необходимо побеждать, так как трибуны верили в него, скандируя «где Артур, там победа». В Караганде проходило первенство СССР по вольной борьбе. Оно собрало более 220 спортсменов 20-22 лет, среди которых были 8 мастеров спорта международного класса и 186 мастеров спорта.
За победу боролись немало наших земляков, но лишь трое из них поднялись на пьедестал почета. Самого большого успеха добился в первом полусреднем весе чемпион Европы среди юниоров махачкалинец Артур Муталибов… К званию чемпиона СССР среди юношей ученик тренеров Р. Гусейнова и Н. Насруллаева прибавил золотую медаль победителя молодёжного первенства страны.
Золотые медали молодёжная сборная команда СССР завоевала на чемпионате мира, прошедшем в Колорадо-Спрингсе в США; среди победителей были молодые дагестанцы Артур Муталибов и Абдусамад Гамидов. В 1987 г на Тбилисском международном турнире по вольной борьбе Артур Муталибов остался без призового места, но уже через два месяца на чемпионате РСФСР в Чечено-Ингушетии он занимает второе место.

## Спорт и интриги
В 1989 году после победы на очередном Тбилисском международном турнире Муталибов получил право на участие в чемпионате Европы в Турции. Он стремился доказать, что его предыдущие успехи не были случайными. Но руководители Федерации вольной борьбы не горели желанием отправить в Турцию дагестанца. Перед чемпионатом они заставляют Артура бороться с Будаевым, Магомедовым, Фадзаевым, по их мнению, на чемпионате Артуру делать нечего, есть более достойные, «полезные» ребята, которых и надо послать. В лицо сказать об этом спортсмену они не смогли.

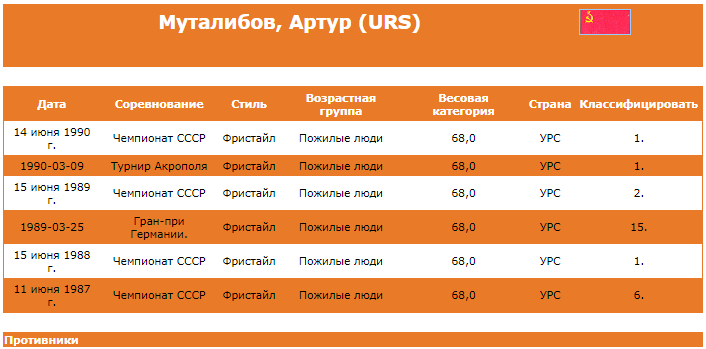

Вот и придумали для Артура лишний экзамен, ненужные для него бои. Организаторы закулисных интриг знали, что все трое — очень сильные борцы, и Артур может на одном из них споткнуться, тогда дорога в Турцию ему будет закрыта. Но Артур утром одержал победу над Будаевым и Магомедовым, вечером того же дня выиграл схватку у прославленного Арсена Фадзаева. Руководителям Федерации ничего не оставалось, как послать на чемпионат Муталибова. Но чёрное дело было сделано.
Вместо того, чтобы отдыхать, спортсмен расходовал свои силы; Артур получил травму на тренировке: в коленной чашечке произошел подрыв связок… Но первые две схватки, несмотря на адские боли, спортсмен провел блестяще. Потом боли стали невыносимыми, что мешало ему бороться как следует. Участник чемпионата Вагаб Казибеков сказал об Артуре: «Настоящий борец и мужественный человек. Артур, похоже, раздвинул границы этого понятия. В первый же день получить серьёзную травму, продолжать бороться и наперекор обстоятельством занять четвёртое место! Если бы вручалась медаль за стойкость, самоотверженность — она бы тоже была у Артура».
Этот эпизод взят из книги Ибрагимова и Тыщенко, изданной в Махачкале в 1995 году Она так и называется «Артур Муталибов».
По моему мнению, книга объективна, написана без эмоций и восхваления чемпиона, фиксирует схватки, поражения и победы и пытается анализировать их. На борцовском ковре, как и в жизни, сталкиваются честность и подлость, интрига и прямой путь к славе. А около ковра так же, как в обычной жизни, плетут свои сети опытные интриганы, старающиеся получить какую-то выгоду для себя.
Артур рос честным парнем. Всего достигал сам упорным трудом. Зная его характер, доброту, прекрасные человеческие качества, ребята дружили с ним. Он уважал тренеров, руководителей Госкомспорта, Федерации вольной борьбы, а те за его спиной творили неблаговидные дела. Вот отчего он приходил в замешательство"… Муталибов оставил спорт. Он считал, что видеть двуличных людей, стать игрушкой в жестоких, несправедливых играх, быть участником интриг не может, лучше заняться чем-то другим, полезным для общества делом.
Завершил спортивную карьеру в 1990 году.
Спортсмен становится банкиром в 1990 году. Муталибов уходит из большого спорта и через некоторое время становится заместителем управляющего банком в Дербенте: по профессии он экономист, окончил политехнический институт. Затем работает управляющим отделением Сберегательного банка в городе Дагестанские Огни. В 1997 году Артура избирают главой администрации города Дагестанские Огни. При этом 32-летний борец стал самым молодым градоначальником в республике.
2010—2015 годы занимал должность руководителя ФИНАНСОВОГО УПРАВЛЕНИЯ Администрации МР «Ахтынский район».

## Спортивные результаты
- Чемпион СССР среди юношей (1983).
- Чемпион Европы среди юношей (1984).
- Чемпион мира среди молодёжи (1985).
- Победитель Международного турнира в Тбилиси (1989).

## Спортивные результаты на чемпионатах СССР
- Чемпионат СССР по вольной борьбе 1988 года — ;
- Чемпионат СССР по вольной борьбе 1989 года —  (первое место не присуждено);
- Чемпионат СССР по вольной борьбе 1990 года — .

Из интервью олимпийского чемпиона 1996 года Вадима Богиева:
Скажите, кто ваш самый запоминающийся соперник?

— Все соперники значимы для меня. Артур Муталибов, наверное, самый одаренный. Он один из самых техничных борцов не только в своем весе, но и, на мой взгляд, вообще.

## Видео
- Артур Муталибов против Бориса Будаева, Чемпионат СССР 1990 г.
- Финальная схватка чемпионата Советского Союза по вольной борьбе 1989 года в первом полусреднем весе между Артуром Муталибовым («Динамо», г. Махачкала) и Степаном Саркисяном («Профсоюзы», г. Кировакан)